# Salsa rosa (film)
Salsa rosa è  un film spagnolo del 1992 diretto da Manuel Gómez Pereira.

## Trama
Ana è una casalinga borghese che, per combattere la noia, scrive libri di cucina e visita appartamenti in vendita. Koro è un'agente immobiliare bellissima e appariscente. Un pomeriggio, mentre Koro sta mostrando una casa a un giovane cliente, subisce da questi un tentativo di stupro, dal quale si salva solo per l'intervento tempestivo di Ana. Per ringraziarla, Koro porta Ana a bere in un locale che frequenta abitualmente, "El Tren"; si tratta di un pub per sole donne, in cui si esibiscono ogni sera degli spogliarellisti, tra cui il fratello bisessuale di Koro, Loren.
Le due donne fanno amicizia e si raccontano le loro vite. Ana è felicemente sposata con il noioso chirurgo estetico Tomás ed ha una bambina di nome María. Koro è sposata con il motociclista Rosario, che lavora come chef in un ristorante, ma la coppia non vive più la passione dei primi tempi. Koro, convinta che nessun uomo sia fedele, propone una scommessa ad Ana: chi delle due sedurrà per prima il marito dell'altra, riceverà in premio una vacanza pagata dalla perdente. Ana, che è ubriaca, accetta la scommessa per poi pentirsene la mattina successiva.
Koro, tuttavia, ha preso molto sul serio la scommessa e cerca in ogni modo di conquistare Tomás. Quest'ultimo nota dei cambiamenti nei comportamenti della moglie e si convince che abbia un amante. Ana, in realtà, ha conosciuto Rosario ma tra i due non è successo nulla, nonostante si siano ritrovati in situazioni potenzialmente compromettenti. Tra molte peripezie, le due coppie si scambiano, rompendo gli equilibri esistenti e creandone di nuovi.

## Produzione
Salsa rosa fu il primo lungometraggio di Manuel Gómez Pereira, che prima di allora aveva lavorato solo come co-regista.
La sceneggiatura venne scritta insieme a Joaquín Oristrel, Yolanda García Serrano e Juan Luis Iborra, che divennero collaboratori abituali di Gómez Pereira anche nelle sue pellicole successive.
Lo stile del film è quello della commedia d'intreccio, in cui una serie di gag e situazioni impreviste si alternano andando a rovesciare i classici cliché per cui sono i personaggi maschili a conquistare quelli femminili. In questo caso, infatti, la storia parte da una scommessa tra due donne che si sfidano a sedurre il marito dell'altra. Come accade spesso nei lavori di Gómez Pereira, la storia è ricca di equivoci e peripezie, inoltre è presente il tema sessuale, qui trattato nelle relazioni matrimoniali ma anche nel locale di spogliarellisti in cui si svolgono diverse scene.

## Accoglienza
Il film si rivelò un successo di incassi e diede il via alla carriera di Gómez Pereira. La critica non fu altrettanto benevola; Fernando Morales su El País scrisse: ""Commedia incompleta e sconnessa, sostenuta dalla sovra-recitazione dei suoi protagonisti (...) Quadrilatero dell'amore in cui gelosia, amore e umorismo si mescolano. Troppo spesso"".
Per questo lavoro, Manuel Gómez Pereira fu candidato ai Premi Goya 1992 nella categoria miglior regista esordiente.

## Riconoscimenti
- 1992 - Premio Goya
  - Candidatura al miglior regista esordiente a Manuel Gómez Pereira

- 1993 - Fotogrammi d'argento
  - Candidatura al miglior attore cinematografico a Juanjo Puigcorbé
  - Candidatura alla miglior attrice cinematografica a Maribel Verdú

- 1992 - Festival Internacional de Cine de Comedia de Peñíscola
  - Migliore attore a Juanjo Puigcorbé